# Донна Ендрюс
Донна Ендрюс (англ. Donna Andrews) — американська письменниця детективного жанру. В її перший книзі (1999 рік) «Вбивство з павичами» (Murder with Peacocks) головним персонажем є Мег Ленгслоу, жінка-коваль по металевих орнаментних роботах з Йорктауна, штат Вірджинія. Твори Ендрюс вибороли низку престижних літературних премій.

## Біографія
Народилася в Йорктауні, штат Вірджинія (місце дії її серіалу про Мег Ленгслоу), вивчала англійську мову та драматургію в Університеті Вірджинії, а зараз живе та працює в Рестоні, штат Вірджинія. Вона проводить у кіберпросторі майже стільки ж часу, скільки Тюрінг Гоппер, штучний інтелект, який з'являється в її техносеріалі з «Берклі Прайм Крайм».
Незважаючи на те, що в дитинстві вона багато читала, особливо фентезі та наукову фантастику, її любов до таємниць розвинулася в коледжі, особливо під час іспитів. Після закінчення університету переїхала до Вашингтона, округ Колумбія, і приєдналася до комунікаційного персоналу великої фінансової організації, де протягом двох десятиліть відточувала свої навички написання документальної літератури та розвинула глибоке розуміння кримінального розуму завдяки спостереженню за міжвідомчою політикою.
Восени 1997 року вона почала шлях до публікацій, надавши свій перший завершений рукопис до Malice Domestic / Martin's Press Best First Traditional Mystery. Дізнавшись, що «Вбивство за допомогою павичів» перемогло, вона придбала примірник Петерсона «Польовий путівник по східним птахам» і осіла, щоб розважатися у своєму вигаданому світі до тих пір, поки вона могла це робити.
«Вбивство за допомогою павичів» здобуло кілька премій за найкращий перший роман, а також премію «Лівша» за найсмішнішу таємницю 1999 року. Подальші книги також отримали номінації на премії «Агати» та «Лівшу», а «Канюк, який стрибає як гагара» отримав премію Тобі Бромберга (присуджена Romantic Times) за найгумористичнішу таємницю 2003 року. «Совам добре, що добре закінчується», шоста книга серії, розповідає про вбивство на гігантському розпродажі. У сьомій книзі «Немає гнізда для ворітця»  розповідається про екстремальний крокет, а в «Пінгвін, який знав занадто багато» (серпень 2007 року) її героїня Мег Ленгслоу знаходить пінгвінів і тіло у своєму підвалі. У «Корели о сьомій» Мег, обтяжена дитиною, має розкрити злочин. Вона повинна організувати святковий парад свого округу та розкрити пов’язане вбивство у «Вбивство 6 гусей».  «Лебідь за гроші», демонструє конкурентоспроможне вирощування троянд і підперезаних кіз у штаті Теннессі.
Отримала 3 премії Агати, 1 премію Ентоні, 1 премію Баррі, 2 премії Лефті, 2 премії Тобі Бромберг і одну премію «Вибір рецензентів Romantic Times». Також була номінована на 3 премії Діліс.
Є членом організвції письменниць Sisters in Crime (Чесапікській відділ), Товариства письменників детективного жанру Америки (Середньоатлантичний відділ), Асоціації приватних детективів та безпеки.
У вільний від письменництва час займається роботою в саду.

## Твори

### Серія з Мег Ленгслоу

#### Романи
- Murder with Peacocks[en] (Вбивство за допомогою павичів) (1999) (отримав премії Агати, Ентоні, Баррі)
- Murder with Puffins (Вбивство з тупиками) (2000)
- Revenge of the Wrought Iron Flamingos (Помста залізних фламінго) (2001)
- Crouching Buzzard, Leaping Loon (Канюк, який стрибає як гагара) (2003)
- We'll Always Have Parrots (У нас завжди будуть папуги) (2004)
- Owls Well That Ends Well (Совам добре, що добре закінчується) (2005)
- No Nest for the Wicket (Немає гнізда для ворітця) (2006)
- The Penguin Who Knew Too Much (Пінгвін, який знав занадто багато) (2007)
- Cockatiels at Seven (Корели о сьомій) (2008)
- Six Geese A-Slaying (Вбивство 6 гусей) (2009)
- Swan for the Money (Лебідь за гроші) (2009)
- Stark Raving Mad (Окостенілий шалений) (2010)
- The Real Macaw (Справжня пальма) (2011)
- Some Like It Hawk (Деякі люблять полювати з яструбом) (2013)
- The Hen of the Baskervilles (Курка Баскервілів) (2013)
- Duck the Halls (Качка із залів) (2013)
- The Good, the Bad, and the Emus (Хороший, поганий та емо) (2014)
- The Nightingale Before Christmas (Соловейко перед Різдвом) (2014)
- Lord of the Wings (Лорд крил) (2015)
- Die Like an Eagle (Помри як орел) (2016)
- Gone Gull (Зникла чайка) (2017)
- How the Finch Stole Christmas! (Як зяблик викрав Різдво!) (2017)
- Toucan Keep a Secret (Тукан зберігає таємницю) (2018)
- Lark! The Herald Angels Sing (Жайворонок! Ангели-вісники співають) (2018)
- Terns of Endearment (Терни ніжності) (2019)
- Owl Be Home for Christmas (Сова будь вдома на різдво) (2019)
- The Falcon Always Wings Twice (Сокіл завжди змахує крилами двічі) (2020)
- The Gift of the Magpie (Подарунок сороки) (2020)
- Murder Most Fowl (Вбивство більшості птахів) (2021)
- The Twelve Jays of Christmas (Дванадцять сойок Різдва) (2021)
- Round Up the Usual Peacocks (Оберіть звичайних павичів) (2022)
- Dashing Through the Snowbirds (Стрибаючи крізь снігових птахів) (2022)
- Birder, She Wrote (Птахолов, написала вона) (2023)

#### Оповідання цієї серії
- Night Shades (Нічні тіні) (2004)
- Birthday Dinner (Вечеря на день народження) (2004)
- A Christmas Rescue (Різдвяний порятунок) (2015)

### Романи з Тюрінгом Гоппером
- You've Got Murder (У вас є вбивство) (2002) (отримав премію Агати)
- Click Here for Murder (Натисніть тут для вбивства) (2003)
- Access Denied (Доступ заборонено) (2004)
- Delete All Suspects (Видалити всі підозрілі) (2005)

### Інші оповідання
- An Unkindness of Ravens (Жорстокість воронів) (2002)
- Cold Spell (Похолодання) (2004)
- A Rat's Tale (Щуряча історія) (2007)
- The Haire of the Beast (Волосся звіра) (2008)
- Spellbound (Зачарований) (2008)
- The Plan (План) (2010)
- Normal (Нормальний) (2011)
- Mean Girls (Злі дівчата) (2012)
- A Christmas Trifle (Різдвяна дрібничка) (2014)
- The Last Caving Trip (Останній спуск у печеру) (2016)
- Cold Blue Steel and Sweet Fire (Холодна синя сталь і солодкий вогонь) (2020)
- A Night at the Opera (Ніч в опері) (2021)
- Not Another Secret Passage Story (Не ще одна історія таємного проходу) (2023)